# Einstellungstest
Einstellungstests dienen in Bewerbungsverfahren als Instrumente zur Auswahl von Bewerbern.

## Sinn und Zweck
Einstellungstests werden von Organisationen (z. B. Unternehmen, Institutionen oder öffentliche Verwaltung) eingesetzt, um festzustellen, ob Bewerber für eine bestimmte Beschäftigung geeignet sind. Diese Testverfahren können mehrstufig sein und dienen den Organisationen in verschiedenen Bereichen zur Prüfung, ob Bewerber die Anforderungen einer Stelle erfüllen. Heute sind diese Testverfahren zu unersetzlichen Instrumenten geworden, da sie eine an objektiven Kriterien ausgerichtete Auswahl sicherstellen. Ihr Einsatz ist sowohl für Arbeitgeber als auch für Bewerber nützlich.
Für Arbeitgeber ist der Einsatz dieser Testverfahren sinnvoll, weil sich so ein effizienter und weitgehend objektiver Vergleich auch zwischen sehr unterschiedlich kompetenten Bewerbern ziehen lässt.
Für Bewerber ist der Einsatz objektiver und gültiger Verfahren insbesondere deshalb nützlich, weil sie nach Fehlentscheidungen bei der Stellenwahl im Einzelfall persönlich größere und oft negativere Konsequenzen zu tragen haben als die Arbeitgeberseite. Dazu kommt, dass objektive Einstellungstests Personalentscheidungen insgesamt fairer und transparenter machen.

## Inhalte und Testfelder
Damit ihr Einsatz Sinn ergibt, sind die Inhalte der Tests an den Anforderungen des betreffenden Berufsfeldes orientiert. Dies ist nach DIN 33430 die zentrale Voraussetzung, da sich zu Eignung grundsätzlich immer die Frage stellen lässt: Geeignet: wofür? Denn so etwas wie universale Eignung gibt es nicht.
Es lassen sich demgemäß grundsätzlich vier Bereiche nennen, in denen schwerpunktmäßig getestet wird:

### Persönlichkeit
- Motivation
- Selbsteinschätzung
- Kommunikationsfähigkeit
- Zuverlässigkeit

### Wissen
- Allgemeinwissen
- Rechtschreibung
- Praktische Mathematik
- Fremdsprachen
- Berufswissen

### Intelligenz
- Logisches Denken
- Räumliche Vorstellungskraft
- Sprachliche Intelligenz
- Numerische Intelligenz
- Auffassungsgabe

### Konzentration
- Aufmerksamkeit
- Merkfähigkeit

Neben allgemeinen und fachlichen Kenntnissen müssen Bewerber in einigen Berufsfeldern auch ein bestimmtes Persönlichkeitsprofil aufweisen. Der Persönlichkeitstest wird dann als integrierter Teilabschnitt des Einstellungstests durchgeführt.